# Associació Professional de Traductors i Intèrprets de Catalunya
De Associació Professional de Traductors i Intèrprets de Catalunya (Catalaanse Beroepsvereniging van Vertalers en Tolken, APTIC) is een onafhankelijke vereniging zonder winstoogmerk. De vereniging werd officieel opgericht op 1 januari 2009 en is toegankelijk voor alle professionele vertalers en tolken met een universitaire opleiding of aantoonbare ervaring binnen het vakgebied. APTIC is lid van de Internationale Federatie van Vertalers (FIT) en van het Red Vértice. De vereniging heeft meer dan twintig jaar ervaring in de vertegenwoordiging en belangenbehartiging van zelfstandige vertalers en tolken, en in de organisatie van scholings- en promotieactiviteiten voor professionele vertalers en tolken. APTIC heeft meer dan 650 leden.
De vereniging is ontstaan door de fusie van twee algemene verenigingen van vertalers en tolken uit Catalonië: de Associació de Traductors i d’Intèrprets de Catalunya (ATIC) en de Traductors i Intèrprets Associats pro-Col·legi (TRIAC). ATIC werd in 1994 opgericht door een groep vertaalstudenten die iets wilden doen aan het gebrek aan specifieke wetgeving en organisatie binnen de branche. TRIAC ontstond een jaar later met als hoofddoel een officieel beroepsgenootschap van vertalers en tolken op te richten om de uitoefening van het beroep in Catalonië te regelen.
Tien jaar lang hebben beide verenigingen onafhankelijk van elkaar gefunctioneerd. In 2006 werd echter de wet inzake de uitoefening van vrije beroepen en beroepsgenootschappen ingediend, waarmee de mogelijkheid om een officieel beroepsgenootschap van vertalers en tolken op te richten werd uitgesloten. Vanaf dat moment vielen de doelstellingen van de ATIC en TRIAC samen en begonnen beide verenigingen toe te werken naar de fusie.